# Ра
Ра (или Ре) според египетската митология е бог на Слънцето. Към времето на Петата династия през 25 и 24 век пр. Хр. той вече е един от главните богове в Древен Египет, асоцииран предимно с обедното слънце. В по-късни исторически периоди той се съчетава с Хор и става Ра-Херехти („Ра, който е Хор на двата хоризонта“). Той е господар на всички части на света: небето, земята и подземния свят. Както и много други слънчеви божества, той се въплъщава в образа на сокол, а понякога на огромна котка, или се изобразява като човек с глава на сокол, увенчан със слънчев диск. В много текстове Ра се нарича дневно слънце (за разлика от Атум – вечерното и Хепри – утринното). Център на неговия култ е Хелиополис.
В текстове от пирамидите Ра се представя също и като бог на мъртвия фараон. По-късно той е изместен от Озирис в погребалния култ, като продължава да играе значителна роля в задгробния свят – участва в задгробния съд, дава топлина и светлина на мъртвите, които излизат през деня от гробниците си, за да видят Ра. С въздигането на Петата династия на Старото царство, произлизаща от Хелиополис, Ра става главен бог на пантеона и култът му придобива общоегипетско значение. Почитането на Ра се разпространява и в Нубия. Започват да го почитат като създател на света и хората (възникнали от неговите сълзи), баща на боговете, баща на царя, което се отразява в титлата на фараона. Ра е отъждествяван и с Хор (Ра-Хорахти), Амон (Амон-Ра), останал върховен бог и през периода на Новото царство, Птах, Озирис, Хнум, Хепри, Собек и др.
С Ра се свързват и много други божества. Тот, богът на луната, е създаден от Ра като негов заместник през нощта. Ба – души на Ра са Апис и Бену. Дъщери на Ра, които му помагат да поразява враговете си, са Сехмет, почитана като негово Око, Серкет, Тефнут и Хатхор. Пазителка на Ра е огнедишащата змия Уто.

## Легенда
Още от древни времена Ра е бил бог на Слънцето. Тогава той се превръща в бог Ауф. Задачата на бог Ауф е да премине през 12 порти в подземното царство, за да изгрее на следващия ден отново слънце.
Той е характеризиран с глава на сокол. Според египтяните Ра е върховният бог и той е един от главните богове. В Тива и други градове е имало храмове и жреци на бог Ра. Той, когато минавал през портите, един друг бог се е опитвал да му попречи, за да не изгрее слънцето на другия ден. Ауф бил с лодка и тези 12 порти се смятат за часовете.
От 17 век пр.н.е., когато е времето на Новото царство, той се отъждествява с бог Амон (Амон Ра) и става върховен египетски бог, закрилник на фараона, заедно с властта и управлението му.
Според египетската митология Изида – богинята на живота и магията, узнала тайното име на бог Ра. Легендата разказва, че който узнаел името на Ра, щял да се сдобие с невероятна сила, затова Изида измислила план, как да узнае името на Ра. Изида поставила кобра в небето, откъдето Ра минава със своята ладия. И точно когато минавал по небесния свод, кобрата ухапала Ра по заповед на Изида. Ра тежко се поболял от отровата на кобрата и легнал на смъртно легло. Един ден Изида отишла при Ра и му казала, че тя може да го излекува от отровата на кобрата. Ра останал без избор, защото болките му били ужасни. Ра казал тайното си име на Изида и тя се сдобила с огромна мощ. Изида излекувала Ра, но не казала на никого името му, затова боговете го наричали с името Ра.